# Масьянов, Иван Иванович
Ива́н Ива́нович Масья́нов (12 марта 1907 года — 3 марта 1969 года) —  помощник командира разведывательного взвода 193-го стрелкового полка 66-й гвардейской стрелковой дивизии, гвардии старший сержант, Полный кавалер ордена Славы.

## Биография
Иван Иванович Масьянов родился 12 марта 1907 года в посёлке Краснинский Уральского района Челябинской области в крестьянской семье.
Русский. Член ВКП(б)/КПСС с 1946 года. Окончил 4 класса. Батрачил у кулаков, работал плотником в Тирлянском леспромхозе.
В 1927-1929 годах служил в кавалерийских частях Красной Армии.
После прохождения срочной службы, в 1929-1931 годах работал модельщиком лесопильного цеха Челябинского тракторного завода, в 1931-1933 годах – десятником-строителем в Байрамгуловском совхозе Белорецкого района Башкирии, а в последующие годы - на кошмавальном заводе в городе Верхне-Уральске, модельщиком лесопильного цеха Тирлянского листопрокатного завода Башкирии.
В Красную Армию повторно призван в январе 1942 году Белорецким райвоенкоматом Башкирской АССР. На фронте в Великую Отечественную войну с июля 1942 года. Принимал участие в боях под Сталинградом, где получил тяжёлое ранение. После выписки из госпиталя направлен на Степной фронт.
В июне 1945 года гвардии старшина Масьянов И.И. уволен из рядов Красной Армии по инвалидности. Работал столяром общества слепых в городе Верхнеуральске, столяром лесопильного цеха Белорецкого лесопункта. Жил в районном центре Белорецкого района Башкирии – городе Белорецке.
Скончался 3 марта 1969 года. Похоронен в посёлке Тирлян Белорецкого района Башкирии..

## Подвиг
Помощник командира разведывательного взвода 193-го стрелкового полка (66-я гвардейская стрелковая дивизия, 53-я армия, 2-й Украинский фронт) гвардии старший сержант Иван Масьянов в период со 2-го по 8 февраля 1944 года в боях южнее города Корсунь-Шевченковский (Украина) неоднократно доставлял командованию ценные сведения о силах и средствах противника, в составе взвода проник в расположение врага, захватил в плен трёх гитлеровских солдат.
Указом Президиума Верховного Совета СССР от 18 февраля 1944 года за образцовое выполнение заданий командования в боях с немецко-фашистскими захватчиками гвардии старший сержант Масьянов Иван Иванович награждён орденом Славы 3-й степени (№ 26607).
Действуя в составе того же полка 66-й гвардейской стрелковой дивизии (18-я армия, 4-й Украинский фронт), Масьянов И.И. 23 сентября 1944 года у населённого пункта Полянки Дрогобычской области Украины подорвал пулемёт с расчётом. 24 сентября 1944 года близ населённого пункта Береги-Гурна, расположенного южнее польского города Самбор, действуя в составе разведывательной группы, отважный воин-разведчик обнаружил вражеский пулемёт и подорвал его вместе с расчётом.
Указом Президиума Верховного Совета СССР от 26 ноября 1944 года за образцовое выполнение заданий командования в боях с немецко-фашистскими захватчиками гвардии старший сержант Масьянов Иван Иванович награждён орденом Славы 2-й степени (№ 2765).
Помощник командира разведывательного взвода 193-го стрелкового полка (66-я гвардейская стрелковая дивизия, 26-я гвардейская армия, 3-й Украинский фронт) гвардии старший сержант Иван Масьянов с тремя разведчиками 22-23 марта 1945 года у венгерского населённого пункта Балатонфекаяр вступил в бой с группой солдат противника и сразил многих из них, захватив нескольких в плен. 8 апреля 1945 года, в одном из боёв, И.И.Масянов ранен осколком в левое бедро.
Указом Президиума Верховного Совета СССР от 15 мая 1946 года за образцовое выполнение заданий командования в боях с немецко-фашистскими захватчиками гвардии старший сержант Масьянов Иван Иванович награждён орденом Славы 1-й степени (№ 3736), став полным кавалером ордена Славы.

## Награды
Орден Славы трёх степеней